# Hemidactylus hunae
Espèce
Synonymes
- Hemidactylus maculatus hunae Deraniyagala, 1937

Hemidactylus hunae est une espèce de geckos de la famille des Gekkonidae.

## Répartition
Cette espèce est endémique du Sri Lanka.

## Publication originale
- Deraniyagala, 1937 : A new gecko Hemidactylus maculatus hunae. Ceylon Journal of Science, vol. 20, p. 185-189.